# QueerMuzeum
QueerMuzeum es un museo ubicado en Varsovia, capital de Polonia. Es el primer museo LGBT del país —así como también el primero en Europa Central y Oriental— y es administrado por la agrupación Lambda Varsovia. Se encuentra ubicado en Marszałkowska 83, en el centro de la ciudad.
El museo, que recibió 150 000 eslotis por parte de la ciudad de Varsovia para su funcionamiento, abrió sus puertas el 6 de diciembre de 2024 tras una conferencia de prensa realizada por el presidente de Lambda Varsovia, Miłosz Przepiórkowski, y el director del museo, Krzysztof Kliszczyński. Los interiores del museo fueron diseñados por Ślusarczyk & Willimzik, mientras que la exposición permanente estuvo a cargo de Anna Sarnowska y Daniel Szwed.
Entre los objetos exhibidos en la exposición permanente, correspondiente a una línea de tiempo, se encuentran 150 elementos que forman parte de la colección de más de 120 mil objetos recolectados por Lambda Varsovia a lo largo de su historia, y que grafican la historia LGBT del país desde el siglo XVI. Algunos ejemplos son el telegrama enviado el 20 de febrero de 1990 para convocar a la reunión fundacional de Lambda Varsovia, una copia del texto legal de 1932 que despenalizó la homosexualidad en el país, y documentos sobre la Operación Jacinto.